# レイモンド・ウォン
レイモンド・ウォン（黃百鳴、英: Raymond Wong、1946年 - ）は、香港の映画プロデューサー・脚本家・俳優である。現・天馬影視文化控股有限公司会長。製作した作品は200本を超え、出演した作品は40にのぼる。

## 経歴
アマチュア劇団で脚本・演出・俳優として活動していたが、やがてテレビドラマの脚本を任されるようになり、その後脚本家として映画界に入る。1980年にカール・マッカ（麥嘉）、ディーン・セキ（石天）と3人で、のちに『悪漢探偵』や『男たちの挽歌』、『友は風の彼方に』など大ヒット作を世に送りこんだ映画会社シネマシティ（新藝城電影公司）を設立した。
そこでウォンは脚本家、プロデューサーとして活動。初期シナリオの多くを書き、『搭錯車（原題）』『何必有我？（原題）』『過ぎゆく時の中で』の3本は香港電影金像奨の主演男優賞（孫越、ケント・チェン、チョウ・ユンファ）を受賞。同時に、自身でプロデュース脚本主演を務め、後にシリーズとなった『ハッピー・キョンシー/女子高生てんこもり（原題・開心鬼）』を製作するなど、俳優としても活動した。
1991年、シネマシティの会社解散後は自ら東方電影發行有限公司（Mandarin Films Distribution）を創立。レスリー・チャン、チャウ・シンチー、マギー・チャン、サンドラ・ン共演の賀歳片（旧正月コメディ映画）『ハッピー・ブラザー』が大ヒット、レスリー・チャン主演作『恋はマジック』『金玉満堂/決戦!炎の料理人』『夜半歌聲/逢いたくて、逢えなくて』や、ドニー・イェン主演『かちこみ!ドラゴン・タイガー・ゲート』、ウィルソン・イップ監督のイップ・マンシリーズの製作プロデューサー、『セブンソード』『導火線 FLASH POINT』の製作総指揮などをつとめ、2008年の『イップ・マン 序章』では、第28回香港電影金像奨において最優秀作品賞を受賞した。
その直後より東方電影の持ち株を売却、役職を退き、2010年には脚本家であり息子のエドモンド・ウォン（黃子桓）とともに天馬電影有限公司（Pegasus Entertainment）を立ち上げた。シネマシティ時代から、カメオ出演や主演に多くの人気スターを配した賀歳片を撮り続けており、賀歲片プロデューサー、賀歲片俳優のイメージも持つが、それも2016年には92年のヒット作『ハッピー・ブラザー』のリマスターロングバージョンをリバイバル上映することで途絶えた。

## 主な作品

### 主な製作

#### シネマシティ
- 魔界天使（小生怕怕）1982年
- ゴースト・バスティン（抓鬼特攻隊） 1982年
- 悪漢探偵2（最佳拍當2）1983年
- （搭錯車）1983年
- ハッピー・キョンシー/女子高生てんこもり （開心鬼） 1984年
- チョウ・ユンファの 悪霊退治/デビル・バスターズ（靈氣逼人）1984年
- （何必有我？）1985年
- ハッピー・キョンシー2/女子高生したいほうだい（開心鬼放暑暇） 1985年
- ハッピー・ゴースト/サイキック歌姫転生の巻（開心鬼撞）1986年
- ハートビート100（心跳一百）1987年
- ときめき美少女隊（開心物語） 1987年
- ミスター・ココナッツ（合家歡）1988年
- 僕たちは天使じゃない（八星報喜） 1988年
- 過ぎゆく時の中で（阿郎的故事）1989年
- チョウ・ユンファ/ゴールデン・ガイ（吉星拱照） 1990年

#### 東方電影
- ハッピー・ブラザー（家有囍囍事）1992年
- キラーウルフ/白髪魔女伝（白髪魔女傳）1993年
- 恋はマジック（花田囍囍事）1993年
- 白髪魔女伝2（白髪魔女伝2） 1993年
- アニタ・ユンの恋はあせらず/LOVE DOESN'T GO EASY（年年有今）1994年
- 金玉満堂/決戦!炎の料理人 （金玉満堂） 1995年
- 夜半歌聲/逢いたくて、逢えなくて（夜半歌聲）1995年
- 恋する天使（大三元） 1996年
- ラッキー・ファミリー（97 家有囍囍事）1997年
- 愛は波の彼方に（愛情夢幻号） 1999年
- ファイナル・ロマンス 天若有情Ⅲ（願望樹）2001年
- 幽霊刑事（7號差館） 2001年
- セブンソード（七劍）2005年
- かちこみ!ドラゴン・タイガー・ゲート（龍虎門）2006年
- 導火線 FLASH POINT(導火綫) 2007年
- イップ・マン 序章（葉問）2008年
- （家有囍事2009）2009年
- （花田囍事2010） 2010年
- イップ・マン 葉問（葉問2）2010年

#### 天馬電影
- （開心魔法）2011年
- （最強囍事） 2011年
- （八星抱喜）2012年
- （百星酒店） 2013年
- 楊家将〜烈士七兄弟の伝説〜（忠烈楊家將）2013年
- （六福喜事）2014年
- （浮華宴） 2015年
- （王家欣）2015年
- イップ・マン 継承（葉問3） 2015年
- （S風暴）2016年
- （賞金獵人）2016年
- 無敵のドラゴン（九龍不敗）2017年
- （黄金花）2017年
- （L風暴）2018年
- イップ・マン外伝 マスターZ（葉問外傳：張天志）2018年
- イップ・マン 完結（葉問4）2019年